# Pelidnota notata
Pelidnota notata är en skalbaggsart som beskrevs av Blanchard 1851. Pelidnota notata ingår i släktet Pelidnota och familjen Rutelidae. Inga underarter finns listade i Catalogue of Life.